# 筒井康隆
筒井康隆（日语：／ Tsutsui Yasutaka，1934年9月24日—）是日本的小說家、科幻作家和演員，隸屬於堀製作株式會社。筒井康隆出生於大阪府大阪市，早期以科幻、推理小說聞名於世，作品多帶有無厘頭的諷喻成分。筒井康隆曾經多次榮獲星雲獎與紫綬勳章，與小松左京、星新一並稱「科幻小說御三家」。

## 作家
1934年，筒井康隆於大阪府大阪市北堀江出生，雙親是筒井嘉隆與八重。筒井康隆早期則宣稱自己出生於船場。1941年，筒井康隆進入南田邊国民学校就讀，小学時期喜愛江戶川亂步作品。1944年、筒井康隆轉學至吹田市千里山千里第二国民学校。因為筒井康隆智力測驗成績優異，於是在第二次世界大戰結束後於特別教室接受教育。1947年，筒井康隆進入大阪市立東第一中学校（現在為大阪市立東中学校）就讀。1948年，筒井康隆參與兒童劇團「子熊座」，開始對演戲產生興趣。1950年，筒井康隆進入大阪府立春日丘高等学校就讀，並擔任演劇部部長。筒井康隆此時非常喜愛德國哲學家阿圖爾·叔本華的作品。1952年4月，筒井康隆進入同志社大学文学部心理学科就讀。1957年，筒井康隆於大学畢業。1959年出版科幻小說同人誌《NULL》，文章受江戶川亂步注意而步入文學界。
1962年，筒井康隆作品《往無機世界》（無機世界へ）於《科幻雜誌》獲選早川科幻小說獎，小松左京、半村良也一同獲獎。1963年，筒井康隆於《科幻雜誌》増刊號以「老虎狗」（ブルドッグ）之名初登場。1964年、筒井康隆參加「日本科幻小說作家俱樂部」。1965年、筒井康隆與光子結婚，之後前往東京成為専業作家。同年10月，筒井康隆首部作品「東海道戰爭」出版。
1970年，筒井康隆獲得第1屆星雲賞。筒井康隆從1968年開始，三度落選直木賞（1967年《越南觀光公社》、1968年《非洲爆彈》、1972年《家族八景》）。1972年4月，筒井康隆從東京移居神戶市垂水區。1980年，筒井康隆擔任日本科幻小說作家俱樂部事務局長，創設日本SF大獎。
1990年代，筒井康隆出版《文学部唯野教授》、《清晨的加斯巴》（獲得1992年日本SF大賞）等作品，引起許多話題。筒井康隆在連載《塗口紅的殘像》、《文学部唯野教授》時因胃穿孔入院，並因此接觸到德國哲學家馬丁·海德格爾的思想，對於之後的作品產生許多影響。
1993年、角川書店發行的高中國語教科書收錄筒井康隆作品《無人警察》，其有關癲癇描述受到日本癲癇協會抗議。之後筒井康隆接到許多騷擾電話與信件。角川書店之後擅自刪除《無人警察》、筒井康隆於是在月刊誌《流言的真相》發表不再寫作的宣言。1995年11月，筒井康隆於新潮社復出，開始連載作品。1997年，筒井康隆獲得法蘭西藝術與文學勳章。2002年，筒井康隆獲得紫綬褒章。2010年，筒井康隆獲得菊池寬賞。2012年7月13日至2013年3月13日、筒井康隆於朝日新聞連載小説《聖痕》。2013年、筒井康隆成為日本科幻小說作家俱樂部名誉会員。

## 演員
早於1980年代，筒井康隆就已經涉足演藝圈。1993年，筒井康隆宣布不再寫作後，因為收入減少，開始增加演出電視劇、電影與廣告的頻率。1997年，筒井康隆與藝人事務所Horipro簽約。1999年，筒井康隆與蜷川幸雄共同演出契訶夫的戲劇《海鷗》。2000年，筒井康隆演出深田恭子首部主演電影死者的學園祭。2000及01年，筒井康隆與蜷川幸雄、藤原龍也共同演出三島由紀夫的戲劇「弱法師」（「近代能樂集」）。
2005年朝日電視台將筒井康隆原作之「富豪刑事」，改編為電視劇，筒井康隆亦客串一角「瀨崎龍平」。2020年在原作改編的動畫富豪刑事 Balance:UNLIMITED中配音。

## 争议
2017年4月6日，筒井康隆在Twitter上发布关于慰安妇少女铜像的争议言论而引发韩国民众不满。

## 家族
筒井康隆父親為動物生態学者、大阪市立自然史博物館初代館長筒井嘉隆，兒子為畫家筒井伸輔。

## 作品列表

### 小說
| 年份   | 原文書名                         | 中文譯名                       | 備註                                                                            |
| ------ | -------------------------------- | ------------------------------ | ------------------------------------------------------------------------------- |
| 1965年 |                                  | 東海道戰爭                     | 出道處女作，描寫東京與大阪之間的戰爭                                            |
| 1965年 | 48億的妄想                       |                                |                                                                                 |
| 1966年 |                                  |                                | 曾改編為電影及電視劇。                                                          |
| 1966年 | 越南觀光公社                     |                                |                                                                                 |
| 1968年 |                                  | 非洲爆彈／非洲炸彈             |                                                                                 |
| 1968年 | 熱鬧的未來                       |                                |                                                                                 |
| 1969年 |                                  | 筒井順慶                       |                                                                                 |
| 1969年 |                                  | 靈長類南進                     | 描寫一場因誤會引起的核戰後，殘存人類的種種醜態，獲得第1回星雲賞（日本長編部門） |
| 1971年 |                                  | 亡命者與追逐者的森巴舞         |                                                                                 |
| 1972年 |                                  | 家族八景                       |                                                                                 |
| 1972年 | 城市異人──搞怪十八人組／俗物圖鑑 |                                |                                                                                 |
| 1973年 |                                  | 要瘋到什麼程度，還得看有多少錢 |                                                                                 |
| 1973年 |                                  | 日本以外全部沉沒               | 獲得第5回星雲賞（日本短編部門）                                                 |
| 1974年 |                                  | 關於我的謠言                   |                                                                                 |
| 1974年 |                                  | 黑血狂奔:耶斯克列曼度之謎      | 獲得第6回星雲賞（日本長編部門）                                                 |
| 1975年 |                                  | 又见七濑                       | 獲得第7回星雲賞（日本長編部門）                                                 |
| 1976年 |                                  | 變身群島                       | 獲得第8回星雲賞（日本短編部門）                                                 |
| 1977年 |                                  | 戀母情節的愛人                 |                                                                                 |
| 1978年 |                                  | 男人們的畫                     |                                                                                 |
| 1978年 | 富豪刑事                         |                                |                                                                                 |
| 1979年 |                                  | 助跑                           |                                                                                 |
| 1981年 |                                  | 虛人                           | 為一部超乎現實的形而上作品，獲得第9回泉鏡花文学賞                               |
| 1984年 |                                  | 虛航船團                       |                                                                                 |
| 1985年 |                                  | 碳烤教授                       |                                                                                 |
| 1986年 |                                  | 拉哥斯之旅                     |                                                                                 |
| 1987年 |                                  | 夢中的木坂分歧點               | 獲得第23回谷崎潤一郎賞                                                          |
| 1987年 | 最後の喫煙者                     | 最後的吸菸者                   | 曾改編為電視劇及廣播劇。                                                        |
| 1988年 |                                  | 藥菜飯店                       | 描述一間以料理治病的神秘中華料理店                                              |
| 1989年 |                                  |                                | 獲得第16回川端康成文学賞                                                        |
| 1989年 | 塗口紅的殘像                     |                                |                                                                                 |
| 1990年 |                                  | 文學部唯野教授                 | 鑽石個性獎（ダイヤモンド・パーソナリティ賞）                                                                  |
| 1992年 |                                  | 清晨的加斯巴／晨間小精靈       | 獲得第13回日本SF大賞                                                            |
| 1993年 |                                  | 盜夢偵探／帕普莉卡             | 曾改編為動畫電影                                                                |
| 1994年 |                                  | 笑犬樓風景                     |                                                                                 |
| 1997年 |                                  | 邪眼鳥                         |                                                                                 |
| 1998年 |                                  | 敵                             | 2025年改編為電影                                                                |
| 1999年 |                                  | 爺爺                           | 獲得第51回讀賣文学賞小説賞 （2000年）                                           |
| 1999年 |                                  |                                |                                                                                 |
| 2000年 |                                  | 魚籃觀音記                     |                                                                                 |
| 2000年 | 細菌人間                         |                                |                                                                                 |
| 2000年 |                                  |                                |                                                                                 |
| 2001年 |                                  | 天狗的匿名信                   |                                                                                 |
| 2001年 | 小朋友的智慧                     |                                |                                                                                 |
| 2001年 |                                  |                                |                                                                                 |
| 2001年 |                                  |                                |                                                                                 |
| 2001年 |                                  |                                |                                                                                 |
| 2002年 |                                  |                                |                                                                                 |
|        |                                  |                                |                                                                                 |
|        |                                  |                                |                                                                                 |
| 2006年 |                                  |                                |                                                                                 |
|        |                                  |                                |                                                                                 |
| 2012年 |                                  |                                |                                                                                 |
| 2013年 |                                  | 聖痕                           |                                                                                 |

## 外部連結
- 筒井康隆 - 公式サイト
- 筒井康隆的X（前Twitter）
- JAPAN LITERATURE Net
- 笑犬楼大通り （页面存档备份，存于） 2008年（平成20年）6月24日オープン （页面存档备份，存于）。
  - 笑犬楼大通り 偽文士日碌 （页面存档备份，存于） - 筒井の"ブログ"
- Go smoking - 筒井が喫煙に対して「特別寄稿」を寄せている。
- 特別インタビュー筒井康隆の紫福談 ま、今日も笑って一服 （页面存档备份，存于） - 愛煙家通信Web版・喫煙文化研究会